# Tjeerd Andringa
Tjeerd Andringa (født 29. juni 1806 i Leeuwarden, død 7. maj 1827 i Amsterdam) var en frisisk portrætmaler.
Andringa var en elev hos Willem Bartel van der Kooi og Cornelis Kruseman i Haag. Han foretog en studierejse til Italien og da han vendte tilbage, fortsatte han sine studier ved akademiet i Amsterdam.